# Leota Lorraine
Leota Lorraine est une actrice américaine, née le 14 mars 1899 à Kansas City (Missouri, États-Unis), morte le 9 juillet 1974 à Los Angeles (Californie).

## Filmographie
- 1917 : Le Coureur de dots : Miss Baker
- 1917 : The Martinache Marriage : Hermia Martinache
- 1917 : Jackie, la petite fille qui ne voulait pas grandir : Iris Stanley
- 1917 : Feet of Clay : Marie Marat
- 1918 : Her American Husband : Miriam Faversham
- 1918 : Volonté : 'Babe' Fleur de Lis
- 1918 : Marie Osborne au far-west : Sarah Malcomb
- 1918 : The Kaiser's Shadow : Dorothy Robinson
- 1918 : Desert Law, de Jack Conway : Julia Wharton
- 1919 : The Girl Dodger : Pinkie la Rue
- 1919 : The Pest de Christy Cabanne : Blanche Fisher
- 1919 : Be a Little Sport : Carlotta la mère
- 1919 : Restez, mademoiselle ! (en) (Luck in Pawn) de Walter Edwards : Beth Vance
- 1919 : Tentations (The Loves of Letty) de Frank Lloyd : Florence Crosby
- 1920 : L'Eau qui dort (The Turning Point) de J.A. Barry : Silvette Tennant
- 1920 : Her Five-Foot Highness : la danseuse de revue
- 1920 : The Misfit Wife, d'Edmund Mortimer : Edith Gilsey
- 1924 : The Bowery Bishop, de Colin Campbell : Sybil Stuyvesant
- 1925 : Le Sultan blanc (Infatuation) d'Irving Cummings : la sœur de Ronny
- 1929 : The Woman I Love : Lois Parker
- 1934 : Le capitaine déteste la mer (The Captain Hates the Sea), de Lewis Milestone : petit rôle
- 1935 : L'Extravagant Mr Ruggles (Ruggles of Red Gap), de Leo McCarey : Mrs. Belknap-Jackson
- 1935 : Coronado de Norman Z. McLeod : une danseuse
- 1937 : La Belle et le Fisc (She's Got Everything) de Joseph Santley : la créancière
- 1938 : Les Flibustiers (The Buccaneer) de Cecil B. DeMille
- 1942 : Sing Your Worries Away : la Prima Donna
- 1942 : Les Naufrageurs des mers du Sud (Reap the Wild Wind) de Cecil B. DeMille : une cliente au bal
- 1942 : Madame exagère (Are Husbands Necessary?) de Norman Taurog : petit rôle
- 1943 : The Youngest Profession, d'Edward Buzzell : une femme
- 1944 : In Our Time de Vincent Sherman
- 1945 : La Blonde incendiaire (Incendiary), de George Marshall : une cliente du speakeasy
- 1945 : Les Sacrifiés (They Were Expendable) de John Ford : l'épouse de l'agent
- 1946 : From This Day Forward, de John Berry : petit rôle
- 1946 : Nuit et Jour (Night and Day) de Michael Curtiz : une femme
- 1946 : Les Enchaînés (Notorious) d'Alfred Hitchcock : une femme
- 1946 : Sister Kenny de Dudley Nichols : petit rôle
- 1947 : Le Maître de la prairie (The Sea of Grass) d'Elia Kazan : la citadine
- 1949 : Adventure in Baltimore : la mère en 1913
- 1949 : Samson et Dalila (Samson and Delilah), de Cecil B. DeMille : l'épouse du marchand
- 1950 : Le Chant de la Louisiane (The Toast of New Orleans) de Norman Taurog : une cliente au restaurant
- 1950 : Reportage fatal (Shakedown) de Joseph Pevney : une cliente
- 1951 : J'épouse mon mari (Grounds for Marriage) de Robert Z. Leonard : la douairière au club du vendredi
- 1956 : The Birds and the Bees de Norman Taurog : une cliente
- 1956 : The Opposite Sex de David Miller : une invitée à la soirée
- 1957 : Elle et lui (An affair to remember) de Leo McCarey : une spectatrice du ballet
- 1957 : Mon homme Godfrey (My Man Godfrey), de Henry Koster : petit rôle
- 1959 : Mirage de la vie (Imitation of Life) de Douglas Sirk : petit rôle